# Ptychandra plateni
Ptychandra plateni är en fjärilsart som beskrevs av Semper 1892. Ptychandra plateni ingår i släktet Ptychandra och familjen praktfjärilar. Inga underarter finns listade.